# 예수의 탄생
예수의 탄생(誕生, 영어: nativity of Jesus) 혹은 성탄(聖誕)은 신약성경의 루가의 복음서와 마태오의 복음서에 기록된 사건이다. 두 복음서 모두 예수가 로마의 통치하에 있던 유대의 베들레헴에서 태어났으며, 그의 어머니 마리아가 다윗 왕의 후손인 요셉과 약혼 중이었으나 요셉은 예수의 생물학적 아버지가 아니었고, 예수의 탄생은 신적 개입으로 이루어졌음을 언급하고 있다.
성탄은 기독교의 절기인 크리스마스의 기초가 되며, 기독교 전례력에서도 중요한 역할을 한다. 많은 기독교인은 전통적으로 집 안팎에 구유 장면을 묘사한 작은 성탄 장식을 전시하거나, 크리스마스 트리 등을 장식한다. 이는 유럽 대륙 여러 나라에서 전통으로 이어지고 있다.
예수 탄생에 대한 예술적 표현을 주제로 4세기 이래로 많은 작품이 만들어졌다. 13세기 이후 성탄 장면을 묘사할 때에는 초기의 군주 이미지에서 벗어나 더 온화하고 겸손한 이미지를 부각시켰다. 이는 같은 시기의 기독교 목회 활동에서의 접근 방식 변화와도 일맥상통한다.
그러나 자유주의 신학을 비롯한 현대의 일부 학자들은 이 두 복음서의 성탄 이야기가 역사적 사실로 보기 어렵다고 주장한다. 두 복음서가 상충하는 내용과 조화되지 않는 계보를 제시하며, 당시 세속 역사와 복음서에 기록된 예수의 탄생 및 유년기 이야기에 일부 일치하지 않는 내용이 있기 때문이다. 복음서가 주로 신학적 목적을 가진 문서로 쓰였다는 점에서 역사성의 문제를 부차적인 것으로 보는 시각도 있다

## 복음서의 기록
예수의 탄생에 대한 이야기는 마태오의 복음서와 루가의 복음서에만 기록되어 있으며, 마르코의 복음서와 요한의 복음서에는 기록되어있지 않다. 두 복음서는 예수가 헤롯 왕 시대에 베들레헴에서 태어났으며, 그의 어머니가 마리아이고, 남편 요셉이 다윗 왕의 후손이라는 점에서 일치한다. 그러나 족보의 세부 사항에서는 의견이 다르고, 요셉이 생물학적 아버지가 아님을 부정하며 탄생, 정확히는 잉태가 신적 개입에 의한 것임을 강조한다.
이 외에는 두 복음서 간의 공통점이 거의 없다. 마태오의 복음서에서는 요셉이 중심인물로 묘사되며, 루가의 복음서에서는 마리아가 중심에 있다. 마태오의 복음서에서는 요셉이 이미 베들레헴에 거주하고 있었던 것처럼 기술하며, 루가의 복음서에서는 나사렛에 살다가 베들레헴으로 이동했다고 기록한다. 마태오의 복음서에서는 천사가 요셉에게 나타나고, 누가복음에서는 마리아에게 나타난다.
또한, 특정 사건들은 각 복음서에만 등장한다. 루가의 복음서에는 세례 요한의 탄생 이야기를 포함해, 퀴리니우스의 호구 조사, 목자들의 경배, 예수 탄생 8일 후 성전에 봉헌된 이야기가 있다. 반면 마태오의 복음서에는 동방 박사, 베들레헴의 별, 헤롯의 음모, 유아 학살, 이집트로의 피난 이야기가 포함된다. 두 복음서의 여정도 매우 다르다. 마태오의 복음서에 따르면 예수의 가족은 베들레헴에서 시작해 출생 후 이집트로 피신하고, 이후 나사렛에 정착한다. 반면 루가의 복음서에서는 나사렛에서 출발해 베들레헴으로 가서 출생 후 곧바로 나사렛으로 돌아간다.
이 두 이야기를 하나의 이야기로 조화시키는 것이 전통적인 시각이나, 성서비평학을 수용한 현대에서는 하나의 일관된 서사로 조화될 수 없으며, 동일한 자료(Q 자료)에 기반한 것으로 보지 않는다. 학자들은 이를 각각 "마태복음 특수 자료(M 자료)"와 "누가복음 특수 자료(L 자료)"로 분류한다.

## 신학
예수 탄생의 신학적 의미는 초기 교부들부터 20세기 신학자들에 이르기까지 기독교 교리의 핵심 요소로 여겨져 왔다. 이러한 신학적 문제는 사도 바울로 시기부터 논의되었으나, 이후에도 지속적으로 논쟁이 이어졌다. 이는 결국 기독교 내에서 그리스도론과 마리아론의 차이를 야기하였으며, 5세기경 교회의 초기 분열로 이어졌다.
예수의 탄생은 말씀의 육화로서 테오시스 교리로 연결된다. 성 아타나시오스는 "인간이 신이 될 수 있게 하느님께서 인간이 되셨습니다."라고 말했다.

### 새 사람의 탄생
15   그리스도께서는 보이지 않는 하느님의 형상이시며 만물에 앞서 태어나신 분이십니다. 16   그것은 하늘과 땅에 있는 만물, 곧 보이는 것은 물론이고 왕권과 주권과 권세와 세력의 여러 천신들과 같은 보이지 않는 것까지도 모두 그분을 통해서 창조되었기 때문입니다. 만물은 그분을 통해서 그리고 그분을 위해서 창조되었습니다.— 골로사이인들에게 보낸 편지 1:15-16에서는 예수의 탄생을 창조의 모델로 묘사한다.

사도 바울로는 예수의 탄생을 우주적 중요성을 가진 사건으로 간주하며, 이를 통해 첫 인간 아담의 타락으로 인한 피해를 되돌리는 "새 사람"이 탄생했다고 보았다. 요한의 복음서에서 예수를 성육신한 로고스로 묘사하며 그의 탄생이 보편적 의미를 갖는다고 주장한 것처럼, 바울 신학은 예수의 탄생을 통해 새로운 인간과 새로운 세상이 시작되었다고 강조한다. 바울의 종말론적 관점에서 예수는 도덕과 순종의 새 인간으로 자리 잡으며, 불순종으로 타락한 아담과 대조된다. 아담과 달리, 예수 안에서 태어난 새 인간은 하나님의 뜻에 순종하며 도덕과 구원의 세계를 가져온다.

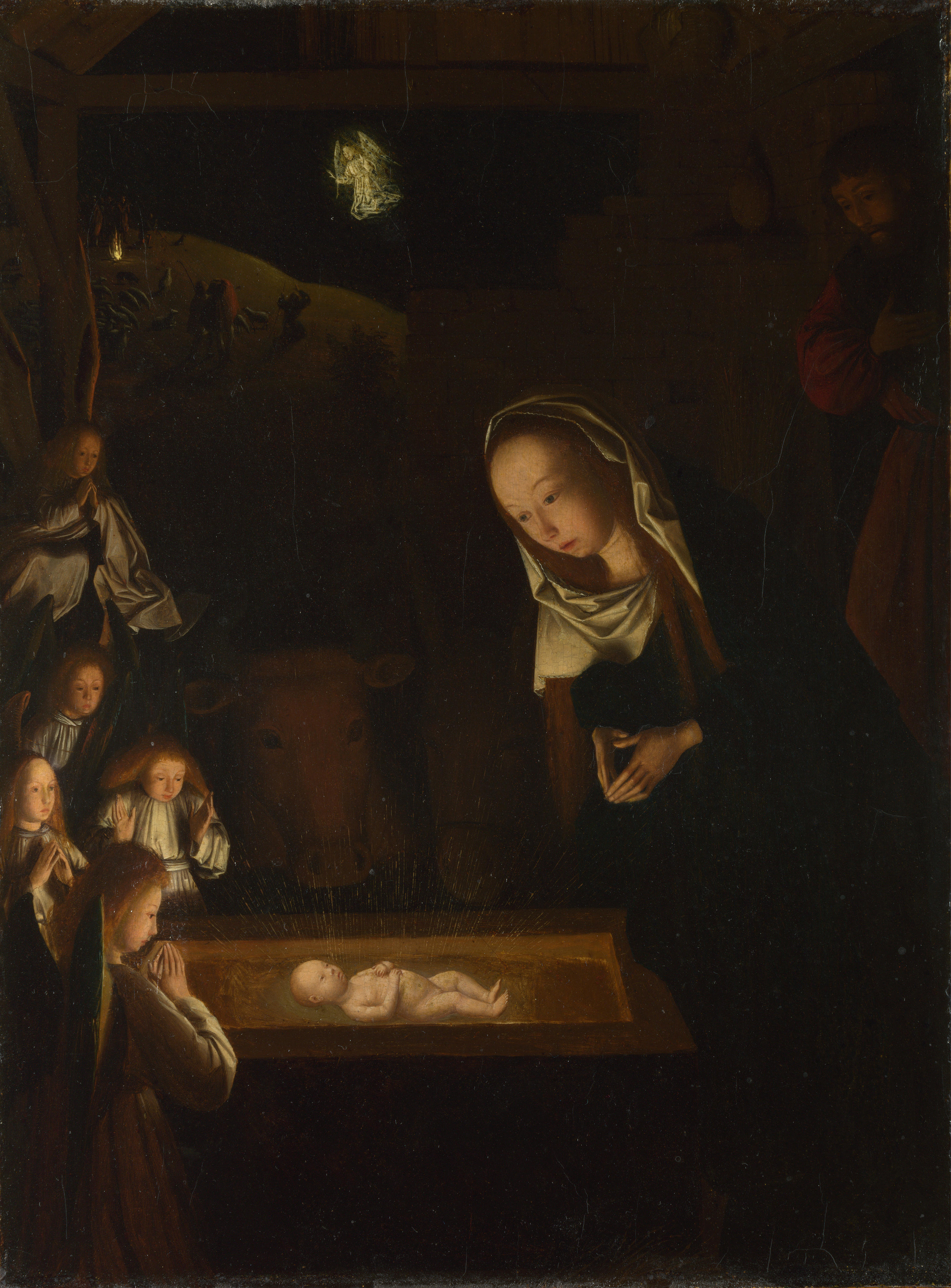
성탄밤. 게르트겐 토트 신트 얀스, 1490년 경

바울로의 관점에서는 아담이 첫 인간으로서 자신을 불순종으로 타락시키며 인류를 저주로 오염시킨 반면, 예수의 탄생은 아담의 타락을 상쇄하며 구원을 가져오고 손상을 회복하는 사건으로 이해된다.
교부 신학에서 바울로가 제시한 예수와 아담의 대비는 예수 탄생의 독특성과 그의 삶의 사건을 논의하는 틀을 제공했다. 예수의 성탄은 우주적 기독론의 출발점으로 여겨졌으며, 그의 탄생, 삶, 부활이 보편적 의미를 갖는다는 관점이 형성되었다.
예수를 "새 인간"으로 보는 개념은 그의 성탄에서 시작해 부활로 이어지는 탄생과 재탄생의 순환 속에서 반복된다. 예수는 탄생 이후 아버지 하나님께 순종하며 도덕적 삶을 통해 하나님과 인간 사이의 새로운 조화를 시작했다. 예수의 성탄과 부활은 새로운 인류의 창조자이자 본보기가 되었다.

2세기 교부 이레네오는 다음과 같이 썼다:
“그가 성육신하여 인간이 되셨을 때, 인간의 역사를 새롭게 시작하며, 간결하고도 포괄적인 방식으로 우리에게 구원을 주셨습니다. 우리가 아담 안에서 잃어버렸던 것, 즉 하나님의 형상과 모양에 따라 존재했던 것을 우리는 그리스도 예수 안에서 되찾을 수 있게 되었습니다.”
이레네오는 "둘째 아담과 둘째 이브"라는 비유를 사용한 초기 신학자 중 한 사람이었다. 그는 마리아를 "둘째 이브"로 제안하며, 이브가 묶어놓은 죄의 매듭을 풀었다고 설명했다. 이브가 아담을 유혹해 하나님께 불순종하게 만들었다면, 마리아는 수태고지에서부터 갈보리까지 순종의 길을 열어 예수(둘째 아담)가 구원을 이룰 수 있도록 했다. 이를 통해 아담의 타락으로 생긴 손상을 예수가 회복했다고 보았다.
4세기에는 예수의 성탄과 성육신의 신비가 신학과 찬미가의 중심 요소로 부각되었다. 시리아의 에프렘은 예수 탄생의 독특성을 창조주의 위엄을 드러내는 표징으로 보았다. 그는 전능한 하나님이 작은 아기로 세상에 오실 수 있었다는 점에서 하나님의 권능을 강조했다. 에프렘에게 성탄은 단순한 사건이 아니라, 창조주와 피조물 간의 경이로운 상호작용이 이루어진 순간이었다.
중세에는 예수의 탄생이 "둘째 아담"으로서 성 아우구스티누스의 "행복한 죄악(Felix culpa)" 개념과 연결되며, 아담과 하와의 타락에 관한 대중적 교훈과 밀접하게 연관되었다. 아우구스티누스는 "당신이 세상의 출생의 속박에서 벗어나게 된 성탄을 공경하라"는 니사의 그레고리우스의 성탄에 대한 발언을 자주 인용하였다. 여기에 더해 "아담 안에서 모두 죽었듯이, 그리스도 안에서 모두가 생명을 얻을 것이다"라는 발언 역시 여러 차례 인용하였다.
이러한 신학적 개념은 종교개혁 시기에도 지속되었으며, 장 칼뱅은 속죄의 여섯 가지 방식을 논의할 때 둘째 아담을 그 중 하나로 언급했다. 칼뱅은 예수의 순종을 강조하며 그가 인간의 죄를 속죄할 수 있는 새로운 인간으로 태어났음을 주장했다.
20세기에 이르러, 칼 바르트는 같은 논리를 확장하여 예수의 성탄을 새로운 인간의 탄생으로 간주했다. 바르트의 신학에서 예수는 아담과 대조적으로 하나님의 뜻에 순종하는 아들로 행동하며, 죄로부터 자유로운 상태를 유지했다. 이를 통해 그는 하나님의 의로움을 드러내고 구원을 가져올 수 있었다.

### 기독론

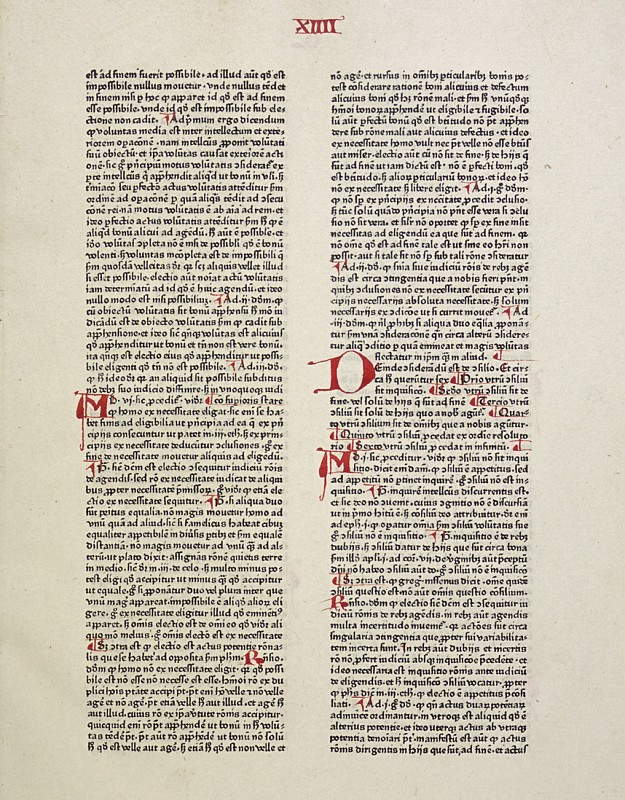
토마스 아퀴나스는 《신학대전》(1471년 사본)에서 예수의 탄생에 대한 여러 신학적 논쟁을 다루었다.

예수의 탄생은 초기 기독교부터 그리스도의 본성에 관한 기독론적 문제에 영향을 미쳤다. 루가의 복음서의 기독론은 그리스도의 지상적 존재와 천상적 존재라는 이중적 본성을 중심으로 한 변증법에 초점을 맞춘 반면, 마태오의 복음서의 기독론은 예수의 구원 사명과 구세주로서의 역할에 집중한다.
예수의 신성을 믿는 것은 "예수는 여인에게서 태어난 인간인가, 아니면 여인에게서 태어난 하나님인가?"라는 질문으로 이어졌다. 초기 기독교 4세기 동안 예수의 탄생에 대한 다양한 가설과 신념이 제시되었고, 일부는 논란의 중심이 되었다. 예컨대, 마리아에게 붙여진 "테오토코스(Theotokos, 하나님을 낳은 자)"라는 칭호는 마리아론이 기독론에 미친 영향을 보여준다. 이러한 관점 중 일부는 이단으로 선언되었고, 다른 관점들은 분열을 일으켜 새로운 교파 형성으로 이어졌다.
마태오의 복음서 1장 21절에서 강조된 구원론적 메시지는 이후 예수의 여러 이름들의 신학적 문제 및 예수 숭배 방식에 영향을 주었다. 한편, 마태오의 복음서 1장 23절은 임마누엘 기독론의 유일한 논거를 제공한다. 여기에서 마태오는 예수를 "우리와 함께 계신 하나님(임마누엘)"으로 식별하는 데 분명한 관심을 보이며, 이후 그의 복음서 전체에서 임마누엘로서의 예수의 성격을 발전시켰다.
'임마누엘'이라는 이름은 신약성경의 다른 부분에서는 나타나지 않지만, 마태복음 28장 20절에서 "내가 세상 끝날까지 너희와 항상 함께 있으리라"는 구절과 연결되며, 예수가 마지막 날까지 신자들과 함께할 것임을 나타낸다. 울리히 루츠(Ulrich Luz)는 임마누엘 모티프가 마태복음 1장 23절과 28장 20절 사이에서 복음서를 괄호로 묶고 있으며, 다른 구절에서도 명시적 또는 암시적으로 나타난다고 설명했다.
4세기와 5세기 동안, 예수의 본성과 탄생에 관한 논쟁을 해결하기 위해 여러 차례의 공의회가 소집되었다. 에페소 공의회(431년)에서는 '위격적 연합(hypostasis)', '단성론(Monophysitism)', '합성론(Miaphysitism)', '분리론(네스토리우스파)'에 대한 논의가 이루어졌다. 특히 칼케돈 공의회(451년)는 기독론 논쟁에서 중요한 전환점으로 작용했다. 칼케돈에서는 예수 그리스도가 "완전한 신성"과 "완전한 인성"을 동시에 지닌 분임을 선언하는 '위격적 연합' 교리를 확립했다. 이는 정통 기독교 신앙의 신조에 포함되었으며, 5세기 동로마 제국 내 교회의 분열에 중요한 영향을 미쳤다.
5세기 교부 중 하나인 교황 레오 1세는 성탄을 자신의 신학에서 핵심 요소로 사용했다. 레오는 성탄에 관한 10개의 설교를 남겼으며, 이 중 7개가 현재까지 전해진다. 특히, 451년 12월 25일에 행한 설교는 성탄 축일의 중요성을 높이는 동시에, 칼케돈 공의회에서 확립된 위격적 연합 교리를 강조하려는 그의 의도를 잘 보여준다. 레오는 성탄 설교를 통해 반대 관점을 공격했으나, 구체적으로 상대방을 언급하지는 않았다. 그는 성탄 축일을 이용하여 예수의 탄생과 본성에 관한 논쟁에서 이단으로 간주될 수 있는 경계를 명확히 하는 도구로 삼았다. 이러한 설교들은 그리스도의 본성에 대한 정통 기독론을 옹호하고 강화하기 위한 중요한 수단이었다.
13세기에 토마스 아퀴나스는 성탄의 기독론적 귀속 문제를 다루었다. 그는 성탄이 '말씀(로고스)'이라는 위격에 귀속되어야 하는가, 아니면 그 위격이 취한 인간 본성에만 귀속되어야 하는가를 탐구했다. 아퀴나스는 자신의 저서 《신학대전》에서 성탄을 8개의 개별 질문으로 다루었다. 여기서 다음과 같은 질문들을 다루었다.
- "성탄은 본성(nature)을 고려한 것인가, 아니면 위격(person)을 고려한 것인가?"
- "그리스도에게 시간적 탄생이 귀속되어야 하는가?"
- "복되신 동정녀가 그리스도의 어머니로 불려야 하는가?"
- "복되신 동정녀가 하나님의 어머니로 불려야 하는가?"
- "그리스도에게 두 가지의 자녀됨(filiation)이 있는가?"

아퀴나스는 이 문제를 해결하기 위해 탄생한 위격과 탄생이 이루어진 본성을 구분했다. 그는 예수 그리스도의 위격적 연합을 통해 두 본성을 지녔다고 설명했다. 하나는 영원으로부터 아버지에게 받은 신적 본성이고, 다른 하나는 시간 속에서 어머니로부터 받은 인간적 본성이다. 이 접근법은 또한 "테오토코스(하나님의 어머니)"라는 마리아의 칭호 문제를 해결했다. 아퀴나스의 논리에 따르면, 마리아는 하나님의 어머니로 불릴 수 있다. 이는 예수의 인간적 탄생이 시간 속에서 이루어진 본성을 통해서이지만, 그의 위격은 여전히 신적 본성에 속하기 때문이다.
종교개혁 시기, 장 칼뱅은 예수의 성육신이 단순히 동정녀 탄생 때문에 이루어진 것이 아니라, 탄생 순간에 성령의 작용으로 이루어졌다고 주장했다. 칼뱅에 따르면, 예수는 태어난 순간에 거룩하게 되어 원죄에서 면제되었으며, 그의 탄생은 흠이 없는 상태로 이루어졌다. 이는 아담의 타락 이전 세대의 흠 없는 상태를 반영한 것이다.

## 영향

### 성탄절

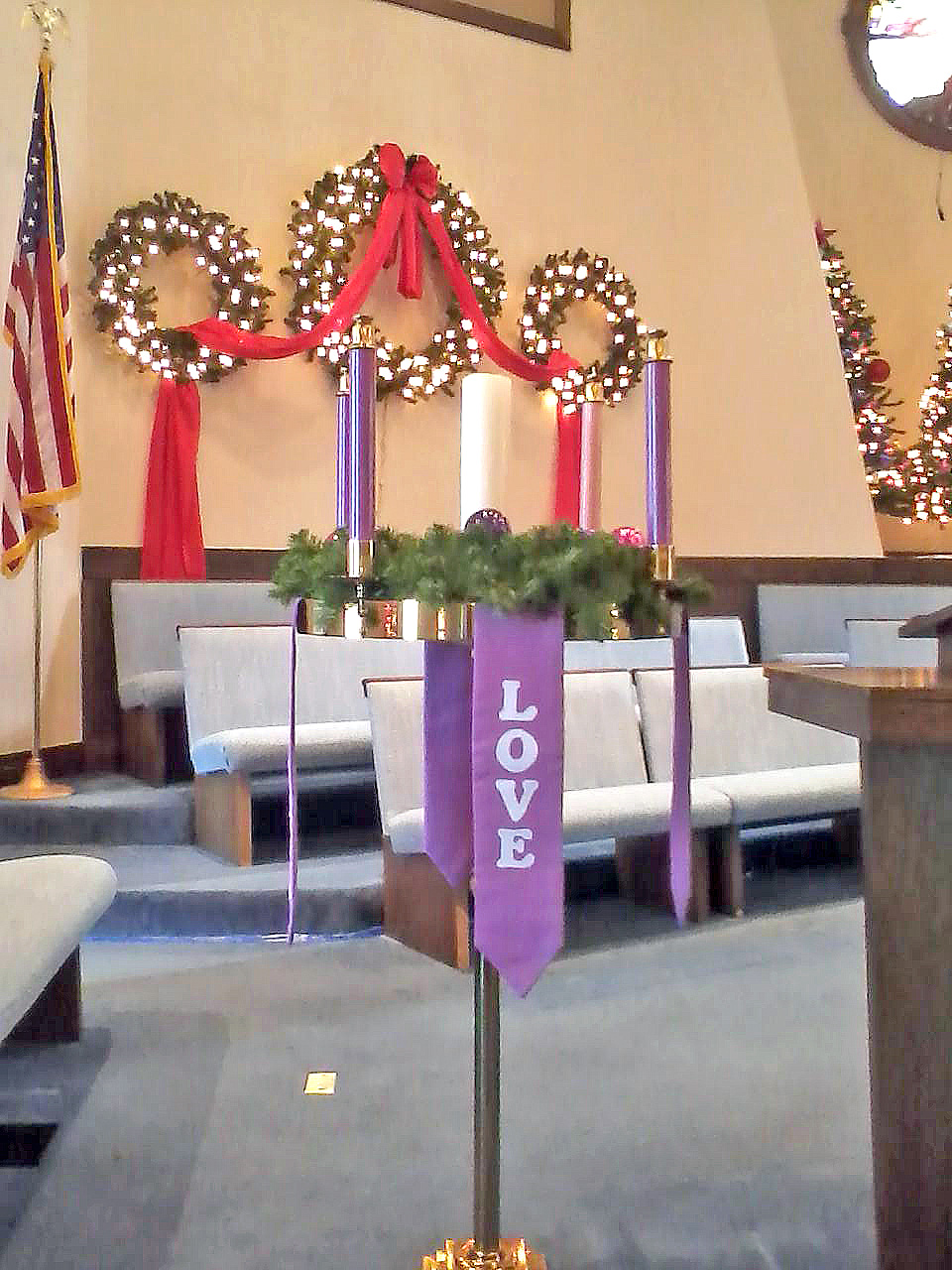
크리스마스에는 전통적으로 많은 교회에서 대림 환 중앙의 양초에 불을 밝힌다.

기독교 교회들은 예수 탄생 축일을 크리스마스(성탄절)로 기념한다. 서방 기독교 교회는 이를 12월 25일에 기념하며, 많은 동방 기독교 교회는 20세기와 21세기 기준 1월 7일에 "우리 주님의 성탄 축일"로 기념한다. 이 차이는 성탄절 날짜에 대한 불일치라기보다는, 그레고리력과 율리우스력 중 어느 달력을 기준으로 12월 25일을 정할 것인가에 대한 선호 차이에서 비롯된다.
567년 투르 공의회에서는 교회의 보편성을 추구하며 성탄절과 주현절(Epiphany) 사이의 12일을 하나의 통합된 축제 주기로 선언했다. 이 시기 동방 지역에서는 여전히 음력을 사용하는 관습으로 인해 날짜 차이가 발생했다. 성탄절 전례 기간인 대림절은 크리스마스를 준비하기 위한 시기로, 대림절 동안 기독교인들은 여러 전통과 관습을 따른다. 대림절의 주요 관습은 다음과 같다:
- 대림 묵상: 매일 묵상을 통해 대림절을 기념함.
- 대림 환: 대림절 동안 촛불을 차례로 밝히는 상징적 장식.[62]
- 캐럴 부르기: 크리스마스 찬송가를 부르는 활동.[63]
- 선물 교환: 사랑과 감사를 표현하기 위해 선물을 주고받음.[64]
- 성탄극 관람: 예수의 탄생 이야기를 연극으로 감상.[65]
- 교회 예배 참석: 성탄절 예배에 참여.[66]
- 특별 음식: 크리스마스 케이크와 같은 전통 음식을 준비하고 나눔.[67]

스웨덴을 비롯한 여러 나라에서는 대림절 첫날부터 크리스마스 장식을 시작하며, 교회에서는 녹색 장식을 통해 성탄 전례를 준비한다.

### 예수 탄생 축일과 초기 기독교 전례의 발전

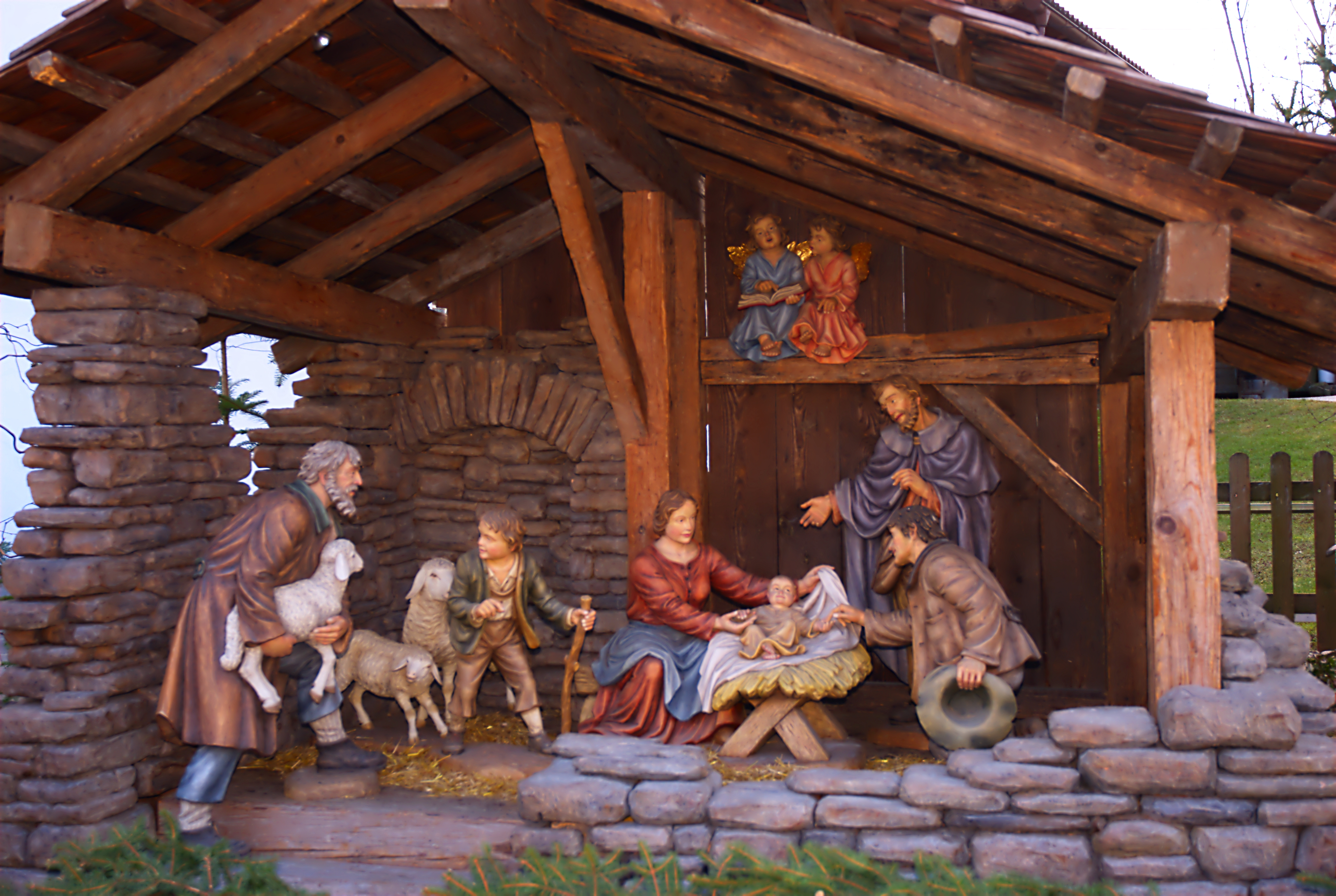
오스트리아 바움키르헨에 묘사된 성탄 장면

1세기와 2세기 기독교에서는 주일인 일요일이 가장 초기의 기독교 축일로 자리 잡았으며, 이 날에는 다양한 신학적 주제가 포함되었다. 2세기에 들어서, 예수의 부활이 부활절로서 별도의 축제로 분리되었고, 동방 교회에서는 주현절이 1월 6일에 기념되기 시작했다. 주현절에 동방 박사의 방문을 기념하는 축제는 이집트에서 1월 5일 나일강 축복 의식과 관련이 있다는 설도 있으나, 역사적으로 확실하게 검증된 것은 아니다. 예수 탄생을 기념하는 축제, 즉 크리스마스는 4세기에 서방 교회, 특히 로마와 북아프리카에서 축하되기 시작되었다. 하지만 성탄절이 구체적으로 처음 어디서, 언제 시작되었는지는 불확실하다.

예수 탄생일을 12월 25일로 처음 기록한 사람은 로마의 히폴리투스였다. 그는 3세기 초에 이 날짜를 기록했으며, 이는 예수의 잉태가 춘분인 3월 25일에 이루어졌다는 가정에서 비롯된 계산으로, 9개월 후가 12월 25일이라고 보았다. 4세기 중반까지, 동방 교회는 예수의 탄생과 세례를 동일한 날인 1월 6일에 기념했으며, 서방 교회는 12월 25일에 성탄 축제를 지켰다. 이 날짜는 동지의 영향을 받은 것으로 여겨진다. 4세기 후반에는 동방과 서방 교회의 달력에 두 축제가 모두 포함되었다. 1월 6일에 예수의 세례를 기념하는 축제에 대한 가장 초기의 언급은 2세기 알렉산드리아의 클레멘스에게서 찾아볼 수 있지만, 이후 361년까지 그러한 축제에 대한 언급은 없다. 361년, 율리아누스가 1월 6일에 열린 축제에 참석한 기록이 남아 있다.

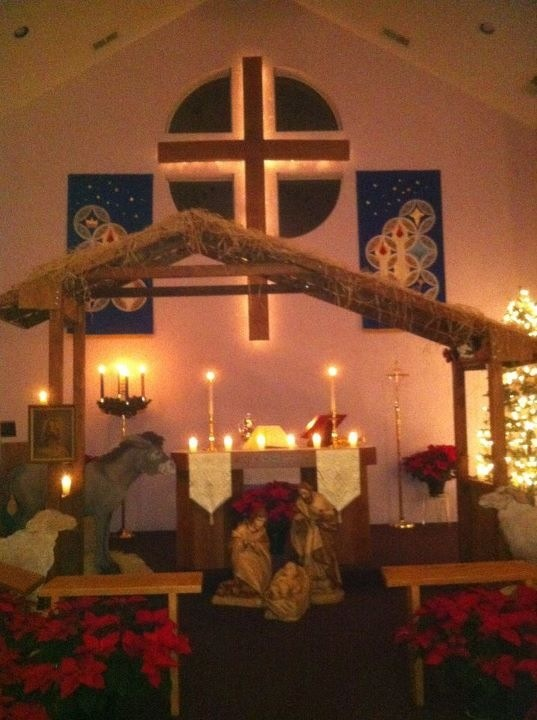
버지니아주 프레더릭스버그의 루터 교회에서 크리스마스 이브를 기념하는 모습

354년에 로마에서 제작된 필사본 『354년 연대기(Chronography of 354)』에 성탄 축일이 언급된다. 이후 386년 12월 25일, 안티오키아에서 행한 설교에서 요한네스 크리소스토모스는 성탄 축일이 약 10년 동안 존재해 왔다고 언급하며, 이 축일이 이미 정착된 전통임을 보여준다. 385년경까지 예수 탄생 축일은 세례 축일과 분리되어 콘스탄티노폴리스, 그리고 니사의 그레고리우스의 지역인 니사(Nyssa), 그리고 아마시아(Amaseia)에서 12월 25일에 기념되었다. 386년, 니사의 그레고리우스는 성탄 축일을 성 스테파노 순교 축일(12월 26일)과 연관 지어 설교했다. 390년에는 이 축일이 이코니움(현재의 콘야)에서도 기념되었다.
5세기에 들어, 교황 레오 1세는 "성육신의 신비(Mystery of Incarnation)"라는 이름으로 성탄 축일을 처음으로 공식화했다. 이후 교황 식스토 3세는 이 축일 바로 전에 자정 미사를 도입하여 성탄 전례의 중심 요소로 자리 잡게 했다. 6세기에는 성탄 축일이 예루살렘에서도 기념되었으며, 동로마 제국의 유스티니아누스 황제는 성탄절을 공식적인 공휴일로 선언했다.
14~15세기에는 장 제르송(Jean Gerson)과 같은 인물들이 설교에서 아기 예수의 사랑스러운 본성과 인류 구원의 우주적 계획을 강조하며 성탄의 신학적 중요성을 부각했다. 이러한 설교들은 성탄을 단순한 기념일 이상의 신학적 사건으로 자리매김하게 했다.
20세기 초까지 성탄절은 기독교의 "문화적 상징"이자 서구 문화의 중요한 축일로 자리 잡았다. 이는 공식적으로 국교가 없는 미국과 같은 나라에서도 동일하게 나타났다. 이러한 나라들에서 21세기에 들어 연말 축제 기간 동안 비기독교인들의 감수성을 더 많이 고려하기 시작하며, 성탄절을 포용적이고 문화적인 행사로 확장하려는 노력이 나타났다.

### 예수의 이미지 변화

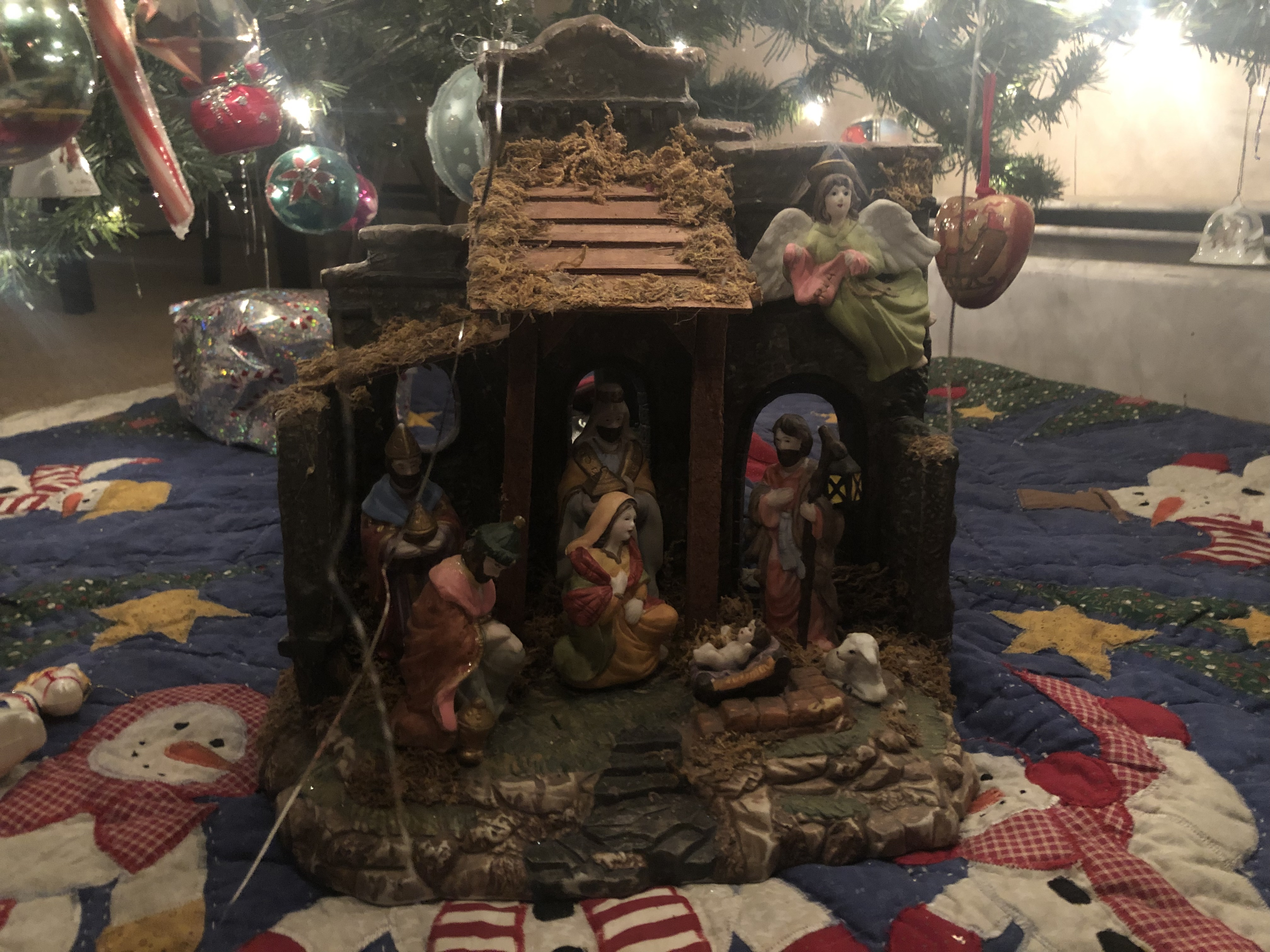
미국 가정집 내부의 성탄절 장면

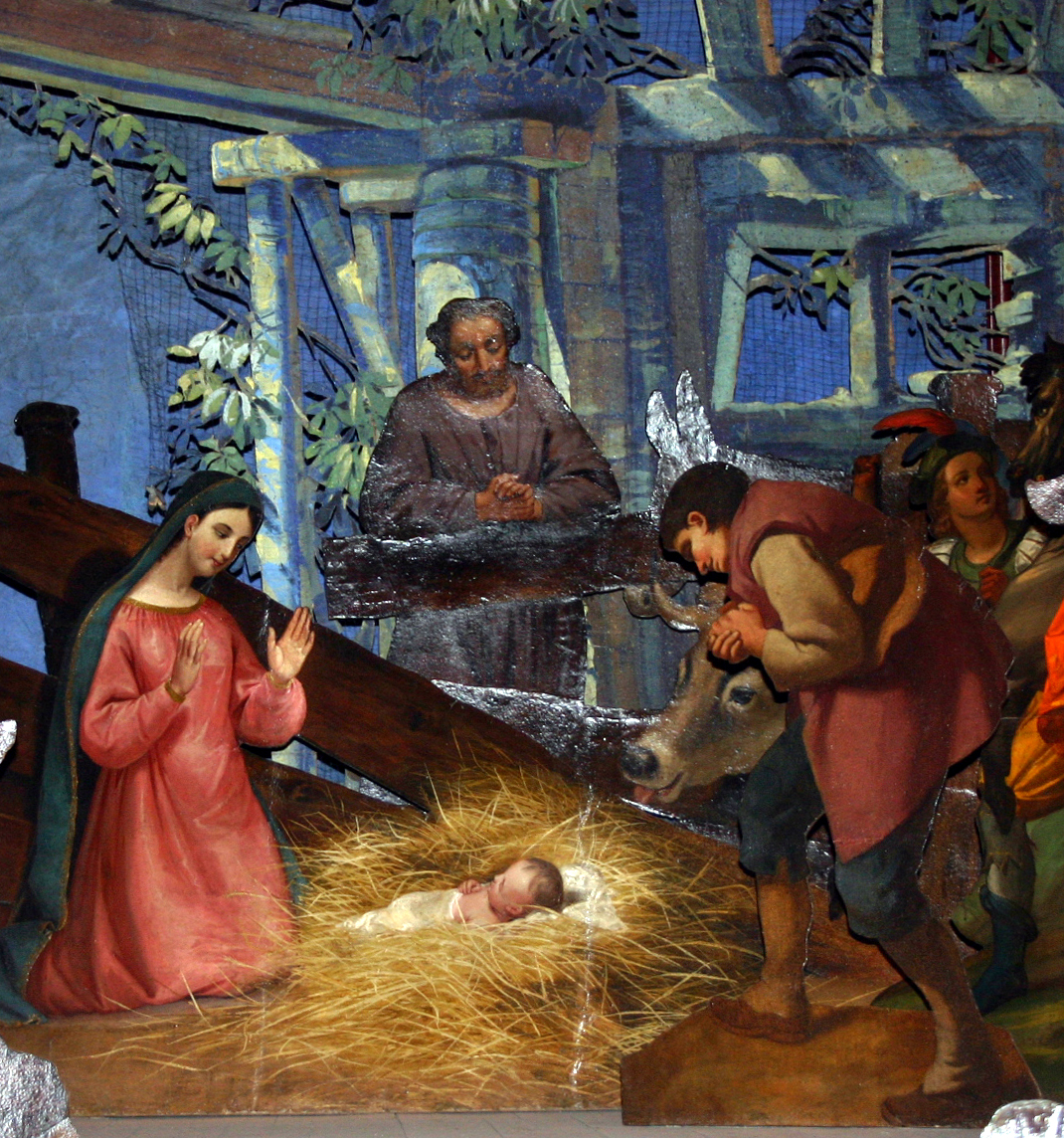
1750년 밀라노에서 제작된 종이 위에 그려진 성탄 장면, 온화한 예수 이미지를 표현한 작품.

초기 기독교인들은 신약성경에 700번 이상 등장한 단어인 "주님(Kyrios)"으로 예수를 간주하는 것이 가장 주요했다."퀴리오스(Kyrios)"는 구약성경의 '전능자 하나님'의 속성을 예수에게 부여하는 표현으로 사용되었다. 이러한 표현은 바울로 서신 이전부터 사용되었으나, 이를 확장하고 신학적으로 체계화한 것은 사도 바울로이다.
바울로의 글은 초기 기독교인들에게 예수의 주된 이미지를 "퀴리오스"로 확립시켰는데, 이는 단순히 종말론적 승리뿐 아니라 "하나님의 영광이 비치는 신적 형상"으로서 예수를 묘사한 결과이다. 이 이미지는 수세기 동안 기독교 신자들 사이에서 예수에 대한 지배적인 인식으로 자리 잡았다. 또한 이 칭호는 예수와 신자들 간의 관계를 정의하는 데 중요한 역할을 했다. 예수는 그들의 주님이자 주인이었으며, 신자들은 전심으로 그를 섬기고, 그들의 삶을 심판하실 분으로 간주되었다. 이는 또한 예수가 창조물 전체를 다스리는 권능을 지니고 있음을 암시했다. 바울로는 이를 바탕으로 예수의 주권 및 왕권이 하나님의 형상으로써 예수의 순종이 그 주권의 기초한 것이며, 성탄을 넘어서 선재(先在, pre-existence) 시기에도 존재했다고 보았다. 시간이 지나면서 안셀무스 칸투아리엔시스, 베르나르 드 클레르보등의 영향을 받아 퀴리오스 예수상은 보다 부드러운 예수상으로 보완되기 시작했고, 프란치스코회의 대중 경건에 대한 접근 방식은 이 이미지를 확립하는 데 기여했다.
13세기는 이러한 이미지에 '온유한 예수'라는 새로운 관점이 추가된 중요한 전환점이었다. 프란치스코회는 예수의 탄생과 죽음에서 그의 겸손과 가난을 강조했다. 아기 예수를 구유를 통해 처음 묘사한 아시시의 프란치스코는 예수의 변모에서 나타난 강력하고 빛나는 이미지와 대조를 이루며, 예수가 자신의 탄생을 위해 겸손한 길을 선택했음을 강조했다.
중세 유럽에서 흑사병이 창궐하던 시기, 프란치스코회와 도미니코회는 신자들이 비극을 견디도록 돕는 데 중요한 역할을 했다. 프란치스코회는 예수 탄생의 가난과 겸손을 강조하며, 하나님의 모습이 처벌하거나 엄격한 신이 아닌, 겸손하게 태어나고 십자가에서 희생된 예수라는 점을 부각시켜 위로하였다. 전능한 창조주가 모든 권능을 내려놓고 사랑으로 인간의 마음을 정복하기 위해 태어나셨다는 개념은 신자들에게 매우 감동적으로 받아들여졌다. 예수가 무력하게 구유에 놓인 모습은 갈보리 언덕 십자가에서의 희생만큼이나 경이롭고 감동적으로 인식된 것이다.

## 강탄의 장면을 그린 작품
- '벤허' - 첫머리에서, 예수 그리스도의 탄생이 그려져 있다. 그 후 극중에 몇 번이나 예수 그리스도가 등장하지만, 얼굴은 그려지지 않고, 모두 뒷모습이다.

## 태어난 장소·계보
고등 비평이나 자유주의 신학의 성서학에서는, 베들레헴에서 태어났다는 기술은, 예언에 적합시키기 위해서 만들어진 전설, 신화라고 생각되고 있다. 이러한 입장에서는, '요한 복음서'에서는, 예수는 갈릴래아의 나자렛의 출신이라고 기록되고 있어 '마르코 복음서' '마태오 복음서' '루카 복음서'의 어느 것에도, 예수가 다윗 왕의 자손인 것은 부정되고 있다고 여겨진다. 이 입장에서, 예수는 탄생 이야기 이외의 장면으로는 일관해서 '나자렛인' '나자렛 출신자'의 술어가 이용되고 있어 이는 모든 복음서에 대해 일치하고 있는 것으로, 실제로 태어난 장소는 베들레헴은 아니었던 것의 증거로 여겨지는 일이 있다.
그 한편, 전통적인 신앙을 보관 유지하는 정교회, 가톨릭교회, 보수적인 성서 신앙의 입장 등에 있는 신교도 등, 성서의 기술을 진실로 파악하는 입장도 있다. 전술의 고등 비평의 입장에서는 '마태오 복음서'는 다윗 왕의 자손인 것은 부정하고 있다지만, 전통적인 신앙을 보관 유지하는 입장에서는, 우선 마태오 복음서의 모두 (1장 1절)에 있는 '다윗의 아이'라는 표현을 근거로, 예수를 다윗의 자손으로 한다. 요한네스 크리소스토무스, 불가리아의 페오피라크트 등의 고대·중세의 성인들도, 구약에서의 예언 (이사야서 11장 외)과의 정합성을 가지고 이를 강조해 왔다. 또한 '아이'라는 표현은 신약 성서에서 '양자' '자손'의 의미에도 이용되고 있어 반드시 문자 그대로의 혈연·촌수를 나타내는 것이 아니다 (성서 중에서 예수는 통상의 부부 관계에 의하지 않고, 성령에 의해 봐 가졌다고 여겨지고 있다)

### 내용주
1. ↑  이 둘의 유사점과 차이점에 대한 보다 자세한 설명은 레이몬드 브라운(Raymond E. Brown), "메시아의 탄생", 34-35쪽과 바바라 셸라드(Barbara Shellard), "누가복음의 새로운 빛"에서 찾아볼 수 있다.

### 참조주
1. ↑  거룩한 이가 탄생하는 것
2. ↑  Sanders, E. P. The historical figure of Jesus. Penguin, 1993. Sanders discusses both birth narratives in detail, contrasts them, and judges them not historical on pp. 85–88.
3. ↑  Marcus Borg, 'The Meaning of the Birth Stories' in Marcus Borg, N T Wright, The Meaning of Jesus: Two Visions (Harper One, 1999) page 179: "I (and most mainline scholars) do not see these stories as historically factual."
4. ↑  Crossan, John Dominic; Watts, Richard J. (October 1999). 《Who Is Jesus?: Answers to Your Questions About the Historical Jesus》. Louisville, Ky.: Westminster John Knox Press. 11–12쪽. ISBN 978-0-664-25842-9.
5. ↑  Vermes, Géza (2006년 11월 2일). 《The Nativity: History and Legend》. Penguin Books Ltd. 64쪽. ISBN 978-0-14-102446-2.
6. ↑  Encyclopedia of theology: a concise Sacramentum mundi by Karl Rahner 2004 ISBN 0-86012-006-6 p. 731
7. ↑  Edwards 2020, 101쪽.
8. 1 2 3  Robinson 2009, 111쪽.
9. 1 2 3  Brown 1977, 35쪽.
10. 1 2  Scholz 2009, 112쪽.
11. 1 2  Church dogmatics, Volume 4, Part 1 by Karl Barth, Geoffrey William Bromiley, Thomas Forsyth Torrance 2004 ISBN 0-567-05129-3 pp. 256–259
12. ↑  An introduction to the early history of Christian doctrine by James Franklin Bethune-Baker 2005 ISBN 1-4021-5770-3 p. 334
13. ↑  A History of the Christian Church by Williston Walker 2010 ISBN 1-4400-4446-5 pp. 65–66
14. ↑  “'테오시스'란 무엇인가?”. 2022년 1월 14일. 2024년 12월 25일에 확인함.
15. ↑  성 아타나시오스의 《말씀이 육화하심에 대하여》 54. 3: "Αὐτὸς γὰρ ἐνηνθρώπησεν, ἵνα ἡμεῖς θεοποιηθῶμεν"; 이에 대한 현대어 번역은 다음과 같다: "Αυτός ενανθρώπησε για να θεοποιηθούμε εμείς."
16. ↑  The International Standard Bible Encyclopedia by Geoffrey W. Bromiley 1988 ISBN 0-8028-3785-9 page 308
17. ↑  An introductory dictionary of theology and religious studies by Orlando O. Espín, James B. Nickoloff 2007 ISBN 0-8146-5856-3 p. 238
18. ↑  Mercer dictionary of the Bible by Watson E. Mills, Roger Aubrey Bullard 1998 ISBN 0-86554-373-9 p. 712
19. ↑  Basic Theology: by Charles Caldwell Ryrie 1999 ISBN 0-8024-2734-0 p. 275
20. 1 2  Systematic Theology, Volume 2 by Wolfhart Pannenberg 2004 ISBN 0567084663, pp. 297–303
21. ↑  An exposition of the epistle of Saint Paul to the Philippians by Jean Daille 1995 ISBN 0-8028-2511-7 pp. 194–195
22. ↑  Christ in Christian Tradition: From the Apostolic Age to Chalcedon by Aloys Grillmeier, John Bowden 1975 ISBN 0-664-22301-X pp. 15–19
23. ↑  The Witness of Jesus, Paul and John: An Exploration in Biblical Theology by Larry R. Helyer 2008 ISBN 0-8308-2888-5 p. 282
24. ↑  Encyclopedia of theology: a concise Sacramentum mundi by Karl Rahner 2004 ISBN 0-86012-006-6 pp. 474 and 1434
25. ↑  An introduction to the early history of Christian doctrine by James Franklin Bethune-Baker 2005 ISBN 1-4021-5770-3 p. 334
26. ↑  A History of the Christian Church by Williston Walker 2010 ISBN 1-4400-4446-5 pp. 65–66
27. ↑  Burke, Raymond L.; et al. (2008). Mariology: A Guide for Priests, Deacons, Seminarians, and Consecrated Persons ISBN 978-1-57918-355-4 pp. 613–614
28. ↑  The Early Christian World, Volumes 1–2 by Philip Francis Esler 2004 ISBN 0-415-33312-1 p. 452
29. ↑  Handbook to life in the medieval world, Volume 1 by Madeleine Pelner Cosman, Linda Gale Jones 2008 ISBN 0-8160-4887-8 p. 329
30. 1 2  Orthodox readings of Augustine by George E. Demacopoulos, Aristotle Papanikolaou 2008 ISBN 0-88141-327-5 pp. 92–96
31. ↑  1Corinthians 15:22
32. ↑  The theology of John Calvin by Charles Partee 2008 ISBN 0-664-23119-5 p. 159
33. ↑  Theology of the New Testament by Georg Strecker 2000 ISBN 0-664-22336-2 pp. 401–403
34. ↑  Matthew by Grant R. Osborne 2010 ISBN 0-310-32370-3 lxxix
35. 1 2  Toward the origins of Christmas by Susan K. Roll 1995 ISBN 90-390-0531-1 pp. 208–211
36. ↑  McGrath, Alister E. (2007). 《Christian theology: an introduction》. Malden, Mass.: Blackwell. 282쪽. ISBN 978-1-4051-5360-7.
37. ↑  Ehrman, Bart D. (1993), 《The Orthodox corruption of scripture: the effect of early Christological controversies on the text of the New Testament》, New York: Oxford University Press, ISBN 978-0-19-510279-6
38. ↑  Mary and the Saints by James P. Campbell 2005 0829417257 pp. 17–20
39. ↑  All the Doctrines of the Bible by Herbert Lockyer 1988 ISBN 0-310-28051-6 p. 159
40. ↑  Matthew 1–13 by Manlio Simonetti 2001 ISBN 0-8308-1486-8 p. 17
41. ↑  Matthew 1-2/ Luke 1–2 by Louise Perrotta 2004 ISBN 0-8294-1541-6 p. 19
42. 1 2  Matthew's Emmanuel by David D. Kupp 1997 ISBN 0-521-57007-7 pp. 220–224
43. ↑  Who do you say that I am?: essays on Christology by Jack Dean Kingsbury, Mark Allan Powell, David R. Bauer 1999 ISBN 0-664-25752-6 p. 17
44. ↑  The theology of the Gospel of Matthew by Ulrich Luz 1995 ISBN 0-521-43576-5 p. 31
45. ↑  Nicene and Post-Nicene Fathers, 2nd series, Vol XIV p. 207, translated edition by H.R. Percival. http://www.fordham.edu/halsall/basis/ephesus.html
46. ↑  The Seven Ecumenical Councils of the Undivided Church, trans H. R. Percival, in Nicene and Post-Nicene Fathers, 2nd Series, ed. P. Schaff and H. Wace, (repr. Grand Rapids MI: Wm. B. Eerdmans, 1955), XIV, pp. 192–242
47. ↑  The acts of the Council of Chalcedon by Council of Chalcedon, Richard Price, Michael Gaddis 2006 ISBN 0-85323-039-0 pp. 1–5
48. ↑  The creed: the apostolic faith in contemporary theology by Berard L. Marthaler 2007 ISBN 0-89622-537-2 p. 114
49. ↑  Essential theological terms by Justo L. González 2005 ISBN 0-664-22810-0 p. 120
50. ↑  Doctrine and practice in the early church by Stuart George Hall 1992 ISBN 0-8028-0629-5 pp. 211–218
51. ↑  Leo the Great by Pope Leo I, Bronwen Neil 2009 ISBN 0-415-39480-5 pp. 61–62
52. ↑  Summa Theologica, Volume 4 (Part III, First Section) by St. Thomas Aquinas 207 Cosimo Classics ISBN 1-60206-560-8 pp. 2197–2211
53. 1 2  Aquinas on doctrine: a critical introduction by Thomas Gerard Weinandy, John Yocum 2004 ISBN 0-567-08411-6 p. 98
54. ↑  Calvin's Catholic Christology by E. David Willis 1966 Published by E.J. Brill, Netherlands, p. 83
55. ↑  《Christmas in the Holy Land》 (영어). World Book Encyclopedia. 1987. 58쪽. ISBN 9780716608875.
56. ↑  Forbes, Bruce David (2008년 11월 13일). 《Christmas: A Candid History》. University of California Press. 27쪽. ISBN 978-0-520-25802-0. In 567 the Council of Tours proclaimed that the entire period between Christmas and Epiphany should be considered part of the celebration, creating what became known as the twelve days of Christmas, or what the English called Christmastide. On the last of the twelve days, called Twelfth Night, various cultures developed a wide range of additional special festivities. The variation extends even to the issue of how to count the days. If Christmas Day is the first of the twelve days, then Twelfth Night would be on January 5, the eve of Epiphany. If December 26, the day after Christmas, is the first day, then Twelfth Night falls on January 6, the evening of Epiphany itself. After Christmas and Epiphany were in place, on December 25 and January 6, with the twelve days of Christmas in between, Christians gradually added a period called Advent, as a time of spiritual preparation leading up to Christmas.
57. ↑  Hynes, Mary Ellen (1993). 《Companion to the Calendar》. Liturgy Training Publications. 8쪽. ISBN 978-1-56854-011-5. In the year 567 the church council of Tours called the 13 days between December 25 and January 6 a festival season. Up until that time the only other joyful church season was the 50 days between Easter Sunday and Pentecost.
58. ↑  Knight, Kevin (2012). 〈Christmas〉. 《The Catholic Encyclopedia》. New Advent. 2014년 12월 15일에 확인함. The Second Council of Tours (can. xi, xvii) proclaims, in 566 or 567, the sanctity of the "twelve days" from Christmas to Epiphany, and the duty of Advent fast; that of Agde (506), in canons 63–64, orders a universal communion, and that of Braga (563) forbids fasting on Christmas Day. Popular merry-making, however, so increased that the "Laws of King Cnut", fabricated c. 1110, order a fast from Christmas to Epiphany.
59. ↑  Hill, Christopher (2003). 《Holidays and Holy Nights: Celebrating Twelve Seasonal Festivals of the Christian Year》. Quest Books. 91쪽. ISBN 978-0-8356-0810-7. This arrangement became an administrative problem for the Roman Empire as it tried to coordinate the solar Julian calendar with the lunar calendars of its provinces in the east. While the Romans could roughly match the months in the two systems, the four cardinal points of the solar year—the two equinoxes and solstices—still fell on different dates. By the time of the first century, the calendar date of the winter solstice in Egypt and Palestine was eleven to twelve days later than the date in Rome. As a result the Incarnation came to be celebrated on different days in different parts of the Empire. The Western Church, in its desire to be universal, eventually took them both—one became Christmas, one Epiphany—with a resulting twelve days in between. Over time this hiatus became invested with specific Christian meaning. The Church gradually filled these days with saints, some connected to the birth narratives in Gospels (Holy Innocents' Day, December 28, in honor of the infants slaughtered by Herod; St. John the Evangelist, "the Beloved," December 27; St. Stephen, the first Christian martyr, December 26; the Holy Family, December 31; the Virgin Mary, January 1). In 567, the Council of Tours declared the twelve days between Christmas and Epiphany to become one unified festal cycle.
60. ↑  Bunson, Matthew (2007년 10월 21일). “Origins of Christmas and Easter holidays”. Eternal Word Television Network (EWTN). 2014년 12월 17일에 원본 문서에서 보존된 문서. 2014년 12월 17일에 확인함. The Council of Tours (567) decreed the 12 days from Christmas to Epiphany to be sacred and especially joyous, thus setting the stage for the celebration of the Lord's birth not only in a liturgical setting but in the hearts of all Christians.
61. ↑  《The Church of England Magazine, Volume 49》 (영어). J. Burns. 1860. 369쪽.
62. ↑  Kennedy, Rodney Wallace; Hatch, Derek C (2013년 8월 27일). 《Baptists at Work in Worship》. Wipf and Stock Publishers. 147쪽. ISBN 978-1-62189-843-6. There are a variety or worship practices that enable a congregation to celebrate Advent: lighting an advent wreath, a hanging of the greens service, a Chrismon tree, and an Advent devotional booklet.
63. ↑  Geddes, Gordon; Griffiths, Jane (2002). 《Christian Belief and Practice》. Heinemann. 102쪽. ISBN 9780435306915. Carol singing is a common custom during the Christmas season. Many Christians form groups and go from house to house singing carols. The words of the carols help to pass on the message of Christmas to others.
64. ↑  Kubesh, Katie; McNeil, Niki; Bellotto, Kimm. 《The 12 Days of Christmas》. In the Hands of a Child. 16쪽. The Twelve Days of Christmas, also called Twelvetide, are also associated with festivities that begin on the evening of Christmas Day and last through the morning of Epiphany. This period is also called Christmastide [...] one early American tradition was to make a wreath on Christmas Eve and hang it on the front door on Christmas night. The wreath stayed on the front door through Epiphany. Some families also baked a special cake for the Epiphany. Other Old Time Traditions from around the world include: Giving gifts on Christmas night only. Giving gifts on the Twelfth Night only. Giving gifts on each night. On the Twelfth Night, a Twelfth Night Cake or King Cake is served with a bean or pea baked in it. The person who finds the bean or pea in his or her portion is a King of Queen for the day.
65. ↑  Collins, Ace (2010). 《Stories Behind the Great Traditions of Christmas》 (영어). Zondervan. 139–141쪽. ISBN 9780310873884.
66. ↑  Bharati, Agehanada (1976년 1월 1일). 《Ideas and Actions》 (영어). Walter de Gruyter. 454쪽. ISBN 9783110805871. These were services of worship held in Christian churches at Christmastide...
67. ↑  Nair, Malini (2013년 12월 15일). “Cakewalk in Allahabad”. 《The Times of India》. 2015년 3월 28일에 확인함. Around early December, an unusual kind of pilgrim starts to take the Prayag Raj from Delhi to Allahabad: the devout worshipper of the Allahabadi Christmas cake. This is no elegant western pudding – it is redolent with desi ghee, petha, ginger, nutmeg, javitri, saunf, cinnamon, something called cake ka jeera and marmalades from Loknath ki Galli. All this is browned to perfection at a bakery that has acquired cult status – Bushy's on Kanpur Road. The ancient city has had a great baking tradition. It could be because Allahabad has a sizeable population of Christians.
68. ↑  Michelin (2012년 10월 10일). 《Germany Green Guide Michelin 2012–2013》. Michelin. 73쪽. ISBN 9782067182110. Advent – The four weeks before Christmas are celebrated by counting down the days with an advent calendar, hanging up Christmas decorations and lightning an additional candle every Sunday on the four-candle advent wreath.
69. ↑  Normark, Helena (1997). “Modern Christmas”. Graphic Garden. 2014년 4월 9일에 확인함. Christmas in Sweden starts with Advent, which is the await for the arrival of Jesus. The symbol for it is the Advent candlestick with four candles in it, and we light one more candle for each of the four Sundays before Christmas. Most people start putting up the Christmas decorations on the first of Advent.
70. ↑  Rice, Howard L.; Huffstutler, James C. (2001년 1월 1일). 《Reformed Worship》 (영어). Westminster John Knox Press. 197쪽. ISBN 978-0-664-50147-1. Another popular activity is the "Hanging of the Greens," a service in which the sanctuary is decorated for Christmas.
71. ↑  An introductory dictionary of theology and religious studies by Orlando O. Espín, James B. Nickoloff 2007 ISBN 0-8146-5856-3 p. 237
72. ↑  The journey of the Magi: meanings in history of a Christian story by Richard C. Trexler 1997 ISBN 0-691-01126-5 p. 9
73. ↑  Christian worship in Reformed Churches past and present by Lukas Vischer 2002 ISBN 0-8028-0520-5 pp. 400–401
74. ↑  Mills, Watson E.; Edgar V. McKnight; Roger Aubrey Bullard (1990). 《Mercer Dictionary of the Bible》. Mercer University Press. 142쪽. ISBN 978-0-86554-373-7. 2012년 7월 10일에 확인함.
75. 1 2 3 4  Aspects of the liturgical year in Cappadocia (325–430) by Jill Burnett Comings 2005 ISBN 0-8204-7464-9 pp. 61–71
76. ↑  Sacred Christmas Music by Ronald M. Clancy 2008 ISBN 1-4027-5811-1 pp. 15–19
77. ↑  Frøyshov, Stig Simeon. “[Hymnography of the] Rite of Jerusalem”. 《Canterbury Dictionary of Hymnology》.
78. ↑  The Feast of Christmas by Joseph F. Kelly 2010 ISBN 0-8146-3325-0 pp. 331–391
79. ↑  Pastor and laity in the theology of Jean Gerson by Dorothy Catherine Brown 1987 ISBN 0-521-33029-7 p. 32
80. ↑  The Feast of Christmas by Joseph F. Kelly 2010 ISBN 0-8146-3325-0 pp. 112–114
81. 1 2  Mercer dictionary of the Bible by Watson E. Mills, Roger Aubrey Bullard 1998 ISBN 0-86554-373-9 pp. 520–525
82. ↑  Lord Jesus Christ: Devotion to Jesus in Earliest Christianity by Larry W. Hurtado 2005 ISBN 0-8028-3167-2 pp. 113 and 179
83. ↑  II Corinthians: a commentary by Frank J. Matera 2003 ISBN 0-664-22117-3 pp. 11–13
84. ↑  Philippians 2:10
85. 1 2  Christology: Biblical And Historical by Mini S. Johnson, 2005 ISBN 81-8324-007-0 pp. 74–76
86. ↑  Christology: Biblical And Historical by Mini S. Johnson ISBN p. 211
87. ↑  The image of St Francis by Rosalind B. Brooke 2006 ISBN 0-521-78291-0 pp. 183–184
88. ↑  The tradition of Catholic prayer by Christian Raab, Harry Hagan, St. Meinrad Archabbey 2007 ISBN 0-8146-3184-3 pp. 86–87
89. ↑  The vitality of the Christian tradition by George Finger Thomas 1944 ISBN 0-8369-2378-2 pp. 110–112
90. ↑  야기 (1968) pp. 84-85
91. ↑  아라이 (1974) p. 27
92. ↑  일본 하리스트스 정교회 교단 '정교 요리' 46 페이지, 쇼와 55년 12월 12일
93. ↑  베들레헴: 그것은 '빵의 집' 보관됨 2013-07-24 - 웨이백 머신가톨릭 시미즈 교회
94. ↑  '신성서 사전' 생명의 말사
95. ↑  케안즈 '기독교 전사' 성서 도서 간행회
96. ↑  '성서의 권위' 일본 신교도 성서 신앙 동맹
97. ↑  장원 미하일 '마 태오 복음서 주해전 '1페이지 - 3페이지, 정교회 편집국, 원저 1870 연간행, 역서: 메이지25년판 (재간)

## 참고 문헌
- 야기 세이치 '예수--사람과 사상 7' 시미즈 서원<센츄리·북스>, 1968년 1월. ISBN 4389410075
- 아라이헌 '예수와 그 시대' 이와나미 서점 <이와나미 신서>, 1974년 10월.

## 같이 보기
- 크리스마스
- 처녀 잉태
- 베들레헴의 별
- 유아 학살
- 시므온